# Pinus uncinata
« Pin de Briançon » redirige ici. Pour les autres significations, voir Pin de Briançon (homonymie).
Espèce
Classification phylogénétique
Synonymes
Voir texte.

Statut de conservation UICN

 LC  : Préoccupation mineure
Le Pin à crochets ou Pin de Briançon en France, (Pinus uncinata Ramond ex-DC.) est une espèce de pins, famille des Pinaceae, vivant dans certaines régions montagneuses d'Europe.
Reconnu comme une espèce à part entière par certains auteurs, il est cependant vu comme une sous-espèce du pin de montagnes (Pinus mugo subsp. uncinata) par d'autres.

## Nom vernaculaire
- En tchèque : Borovice pyrenejská (Pin des Pyrénées).
- En slovène : Borovica pyrenejská (Pin des Pyrénées).

## Description
- Arbre de 20-30 mètres de haut, différentiable par son port et ses cônes asymétriques brun jaunâtre, luisants, à écailles recourbées en crochets. Il peut vivre jusqu'à 2 000 ans[réf. souhaitée].
- Description par Hippolyte Coste (1858 -1924) : « Arbre ou arbrisseau, à écorce gris noirâtre ; feuilles géminées, longues de 4-5 cm., dressées et serrées, raides, d'un vert sombre ; chatons mâles blanc-jaunâtre, longs de 10-15 mm. ; cônes ovoïdes-coniques aigus, longs de 4-7 cm., jaunes ou brunâtres, luisants, subsessiles, d'abord dressés puis étalés et inclinés ; écailles épaissies au sommet en écusson prolongé en pyramide obtuse et recourbée en capuchon ou simplement mamelonné et mucroné ; graines petites de 4 mm., à aile 2 fois plus longue qu'elles. »[2]

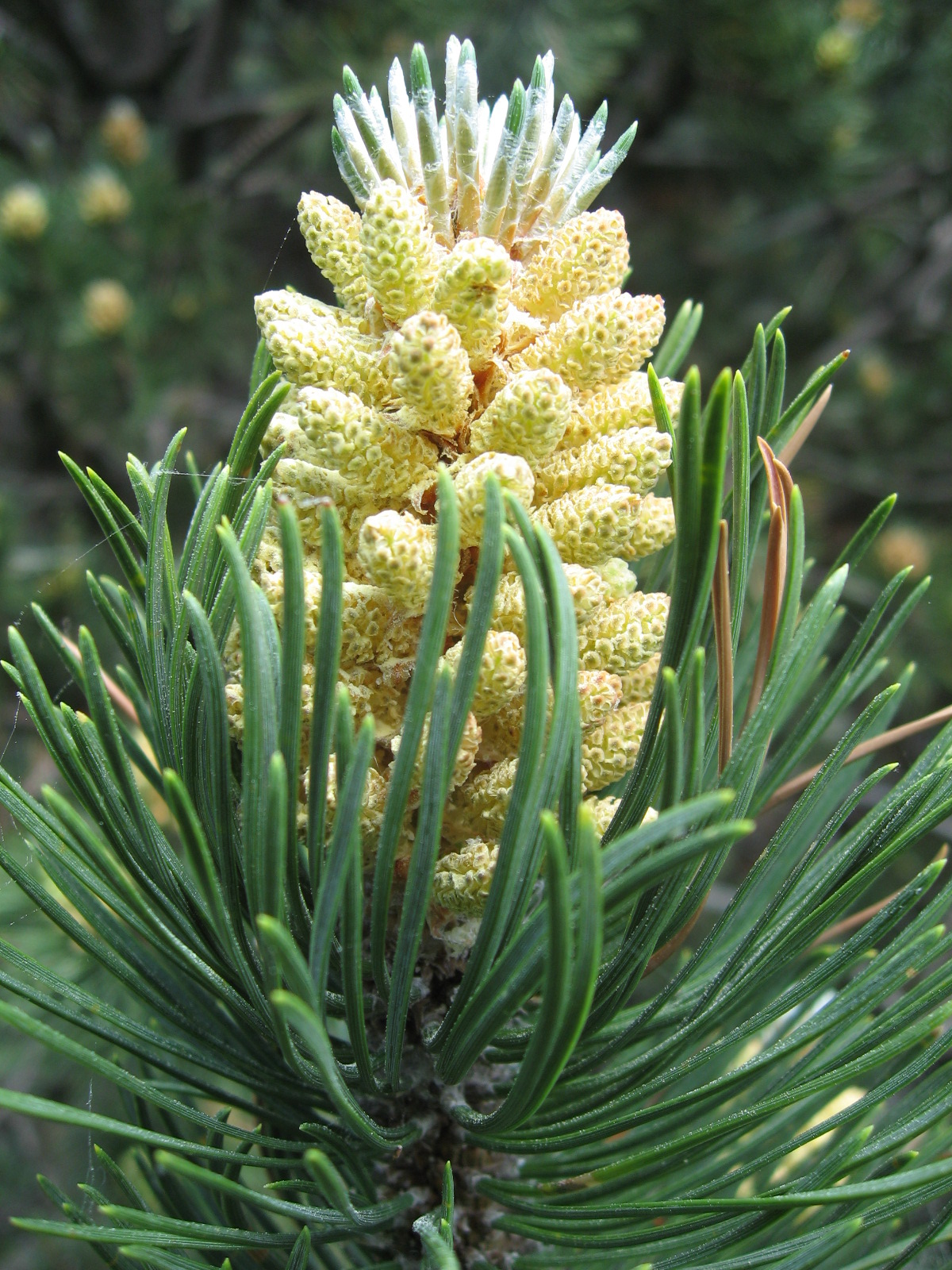
Cônes mâles.
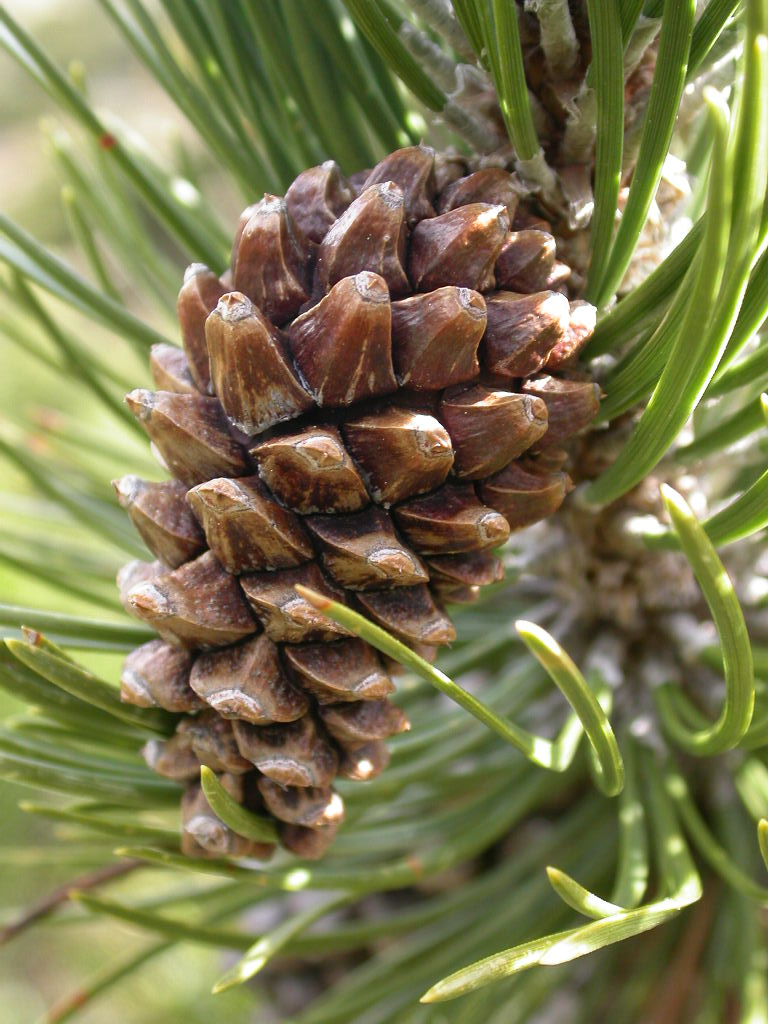
Cône femelle.
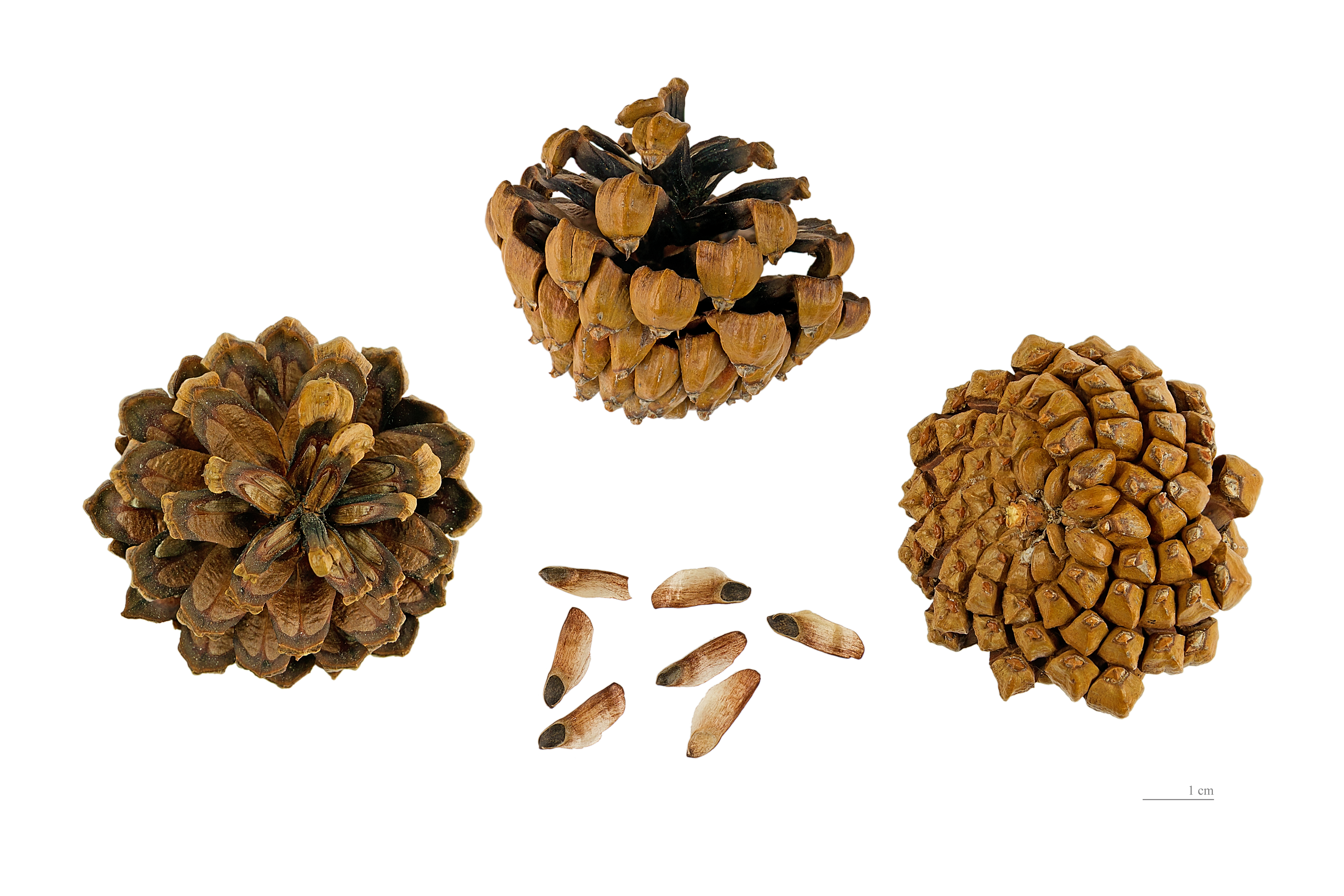
Cônes matures et graines, Muséum de Toulouse.
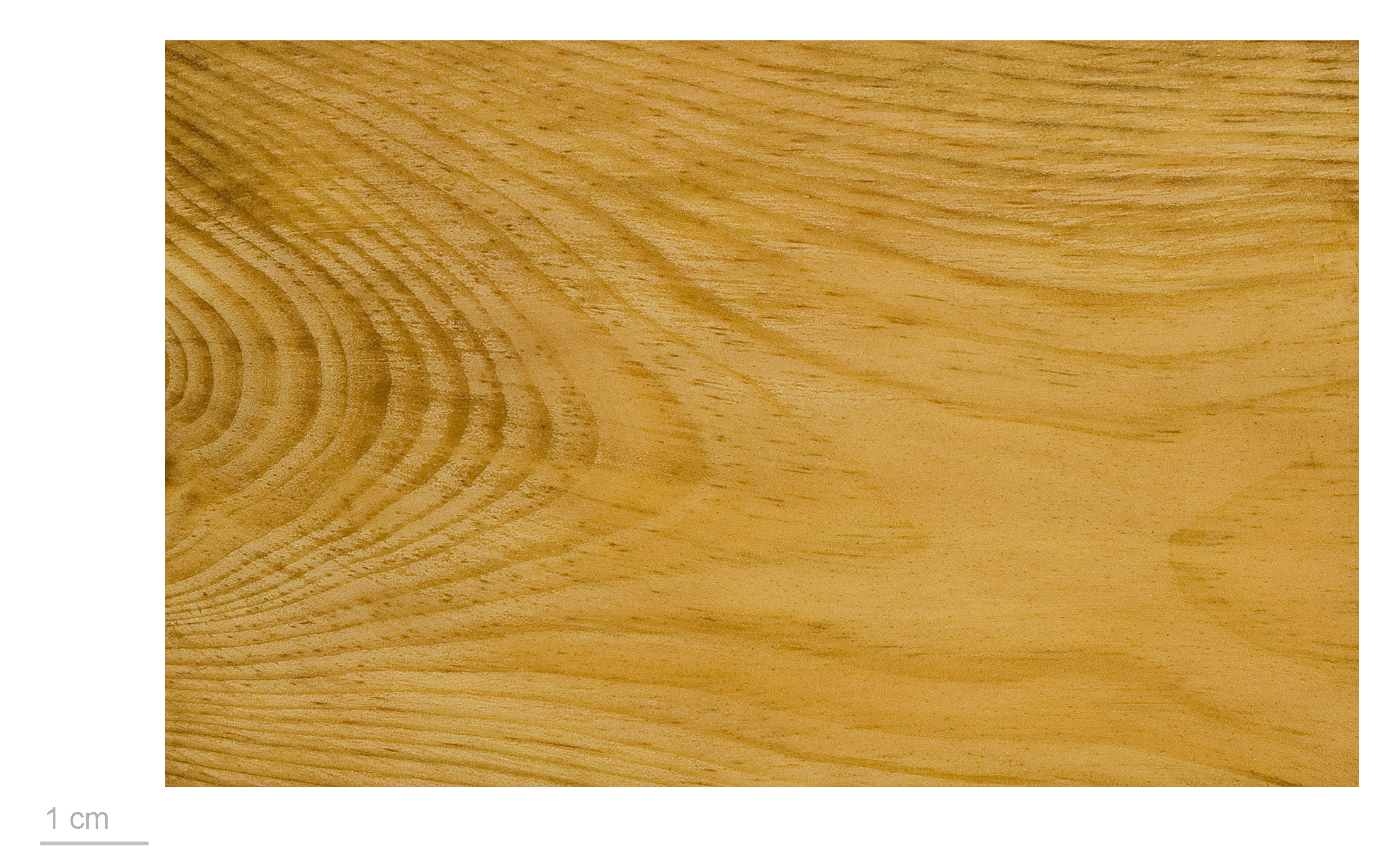
Pinus uncinata - Muséum de Toulouse.

## Synonymes
- Pinus montana Duroi
- Pinus mugo subsp. uncinata (DC.) Domin
- Pinus montana subsp. uncinata (DC.) Celak.
- Pinus mugo var. rostrata (Antoine) Hoopes

## Distribution

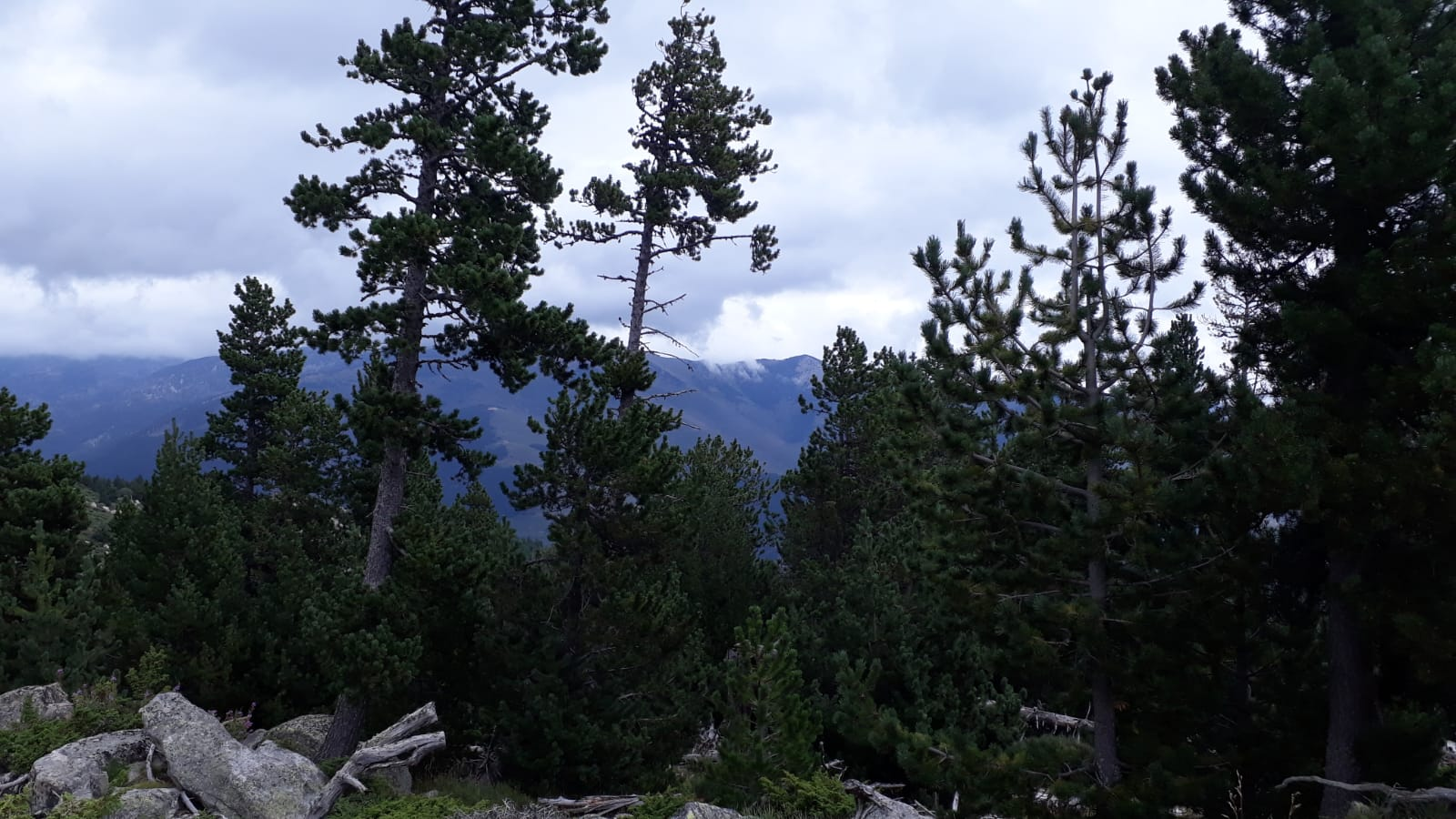
Forêt de pins à crochet dans le Capcir (Pyrénées-Orientales, France).

Pin des régions montagneuses centrales européennes, étage subalpin, croît de 1 500 à 2 700 mètres : en France, on le trouve essentiellement dans les Pyrénées-Orientales, où se concentre la moitié de sa surface de distribution, ainsi que dans les autres parties des Pyrénées et dans les Alpes, plus rarement dans le Massif central et le Jura, très rarement dans les Vosges, mais pas en Corse. On le trouve dans le reste des massifs d'Europe centrale et orientale : Alpes, Sudètes, Balkans, Carpates, jusqu'au Caucase.

## Données autécologiques
Il croît en milieux très variés, en peuplement purs, là ou les autres essences d'altitude sont absentes. Il accepte des substrats divers : calcaire, gypse, schiste, etc.

## Usages médicinaux
Utilisé en gemmothérapie (l'appellation couramment utilisée, à tort, est Pinus montana). On lui concède principalement des propriétés reminéralisantes et anti-inflammatoires. L'extrait de bourgeons de Pinus uncinata est aussi réputée neurotonique et stimulant immunitaire.

## Utilisations
Le bois est couramment utilisé pour régénérer les terres arides (massif de l’Aigoual au XIXe siècle où l'on a semé des graines sur la neige), pour le reboisement en altitude (RTM), bois de mine, charpente, caisserie, menuiserie. La résine est utilisée pour confectionner de la poix et des torches. Il est apprécié pour faire des bonsaïs.
En 2014, le pin à crochets reçoit la certification en France comme matériau de construction, permettant ainsi désormais son utilisation avec garantie décennale pour les charpentes et divers éléments de structure. Son exploitation intéresse essentiellement le département des Pyrénées-Orientales (Cerdagne et Capcir) où il était utilisé principalement jusque-là pour la fabrication de palettes et de bois aggloméré.